# Josep Blanch i Reynalt
Josep Blanch i Reynalt (Castelló d'Empúries, 1 de setembre del 1888 - 13 de setembre del 1954) va ser músic i compositor de sardanes i director de cobla. Tingué tres germans músics, però només en destacà l'Àngel, que també va ser compositor.

## Biografia
Fill de Josep Blanch Pairolí, natural de Pau, fuster, i d’Ignàsia Reynalt Granés, de Castelló, va ser el gran de set germans: Josep, Modest, Amat, Àngel, Francisco i dues noies, Maria i Caterina. Es va casar amb Dolors (Lola) Cortada Oriol, modista, de Portbou, i el matrimoni no va tenir fills.
Rebé les primeres lliçons de música de Joaquim Serratosa, capellà i organista de la Parròquia de Castelló, del compositor Antoni Agramont, del trombonista Pau Guanter Rossinyol, i de Joan Gifreu. El director de la cobla local Els Rossinyols, Salvi Callís, li donà les primeres nocions de violí i de fiscorn, a més donarli nocions bàsiques d'harmonia i composicio, i mossèn Serratosa (mort el 1936) li ensenyà harmonia i composició.
Als disset anys entrà de fiscornaire a la cobla-orquestra Els Rossinyols, de Castelló i s'hi estigué deu anys. Era director de la coral Llevor Castellonina el 1910. El 1915, en plegar Josep Serra de la direcció de la cobla de Peralada, el reemplaça en el càrrec fins al 1940; allí hi conegué l'Enric Morera, de qui també rebé consell professional. Presidí el Sindicat de Músics de Girona i va ser regidor a l'Ajuntament de Castelló, per la Lliga Regionalista (1936), cosa que el portà a les cel·les del Castell de Figueres, primer, i a les de Gardeny, després. Acabada la guerra, participà en el restabliment i dirigí l'Escola Municipal de Música de Castelló. Com que el sou no era suficient, treballà també a la cobla-orquestra de l'Escala (1940-1942) i al conjunt de ball figuerenc Mendoza (1942-1945). A mitjans dels anys quaranta rebé el nomenament de mestre de capella de la Parròquia de Castelló, i això li permeté de deixar els conjunts de fora vila (que tant de mal causaven a les seves asma i bronquitis) i dedicar-se a la composició i l'ensenyament, tenint entre els seus alumnes Albert Teixidor i Casanovas, Sebastià Duran Vehí i Pere Cortada i Carbonell. Fundà una petita banda municipal amb els seus deixebles de l'escola de música.
És autor d'unes cent noranta sardanes, i de diversos balls per ser tocats per cobla en formació d'orquestra. També instrumentà sardanes per altres compositors, com ara Cassià Casademont i Enric Morera.
L’any 1963 l’Ajuntament de Castelló li dedica un Homenatge i dona el seu nom a un dels carrers de la localitat. Posteriorment, el mateix ajuntament promociona la publicació El mestre Blanch i el seu temps.

## Obra
- Goigs a la Verge de la Candelera, amb lletra de mossèn Camil Geis.
- Missa en honor de Sant Llorenç, per a dues veus iguals i harmònium. N'hi ha també versió per a quartet de corda.

### Música per a cobla
- Catalanesca (1928), glossa.
- Gracieta (1927), glossa de la cançó del mateix nom. Guardonada als premis Sant Jordi pel Foment de la Sardana.

### Sardanes
| - Aires nous (1961), per a dues cobles - Aquelles nyacres (1951), basada en melodies populars del seu poble - Atrevida, obligada de fiscorn - Baixant dels cims - El boc i la cabra (1947), obligada per a tenora i tible - La caragolada (1946) - Casament a masia (1923), obligada de fiscorn (premiada a Arenys de Mar, 1923) - Castellonina (1944), obligada de flabiol - Cercant l'amor (1909) - La deixaflaires (1921) - El que veié la lluna (1919) - Ella i jo (1921) - Entremaliada, revessa - Escandalosa (1944), obligada per a dues tenores i fiscorn - Fantàstica, obligada de tible - La fi d'una rosa - La fi del món (1926), obligada de tible coescrita amb Joan Badosa i Compte. Conrad Saló en va fer una nova versió. - Flor ciutadana (1918) | - Galanteig (1928) - Els grans marramaus, obligada de fiscorn - Heroica (1919), obligada de tible, en col·laboració amb Joan Badosa - Jo te l'encendré, obligada de cobla - El judici final, obligada de tible - La Mare de Déu (1954), obligada de tenora - La masovera guapa (1921) - Més marramaus, obligada de fiscorn - La molinera i el músic (1918) - La noia matinera (1918) - Quan el pare no té pa (1946) - Renyines d'enamorats (1935), obligada per a dos tibles - Sant Pere de Roda - Tardoral (1922) - Un dia d'octubre (1933) - Una mitja virtut - Xerroteig d'ocells. |

### Ballables
- Le chauffeur, vals lent
- Conchita, americana
- Elena, americana
- Espinilla, vals jota
- Gracioso, schottisch
- Lola, masurca
- La Modelo, polca